# Robert Recorde

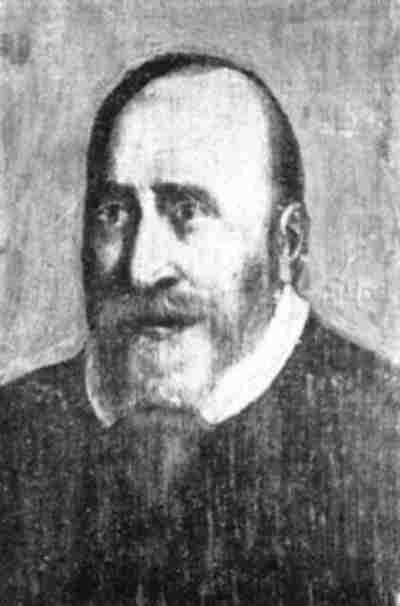
Robert Recorde

Robert Recorde (* 1510 in Tenby bei Pembroke, Pembrokeshire, Wales; † 1558 in London Borough of Southwark) war ein walisischer Mediziner und Mathematiker.

## Leben
Robert Recorde stammte aus einer adeligen Waliser Familie und erhielt seine Bildung in Oxford und Cambridge, wo ihm 1545 ein akademischer Grad in Medizin verliehen wurde. Später lehrte er kurze Zeit in Oxford. Er war wahrscheinlich der Leibarzt des englischen Königs Eduard VI. und seiner Nachfolgerin Maria I. Tudor.
Recorde starb im Schuldgefängnis. Der Grund für seine Inhaftierung ist nicht bekannt, liegt vielleicht aber in Vergehen, deren sich Recorde in seiner zeitweiligen Funktion als Kontrolleur der irischen Bergwerke schuldig gemacht hatte.

## Werke
Seine noch vorhandenen Arbeiten behandeln Arithmetik, Geometrie und Algebra, die er als erster Mathematiker in England einführte. The Ground of Arts (1540) erlebte zahlreiche Auflagen und blieb bis ins 17. Jahrhundert das Standardwerk für Arithmetik. In The whetstone of witte (1557) erschien das erste Mal das moderne Gleichheitszeichen (=).

## Schriften
- The Ground of Artes (gedruckt in London zwischen 1540 und 1542)
- The Castle of Knowledge (gedruckt in London 1551)
- The pathwaie to knowledge (gedruckt in London 1551)
- The whetstone of witte (gedruckt in London 1557)